# Gustave Gournier
Gustave Gournier, né le 16 novembre 1903 à Clermont-Ferrand et mort le 28 mai 1986 dans la même ville, est un sculpteur français. Il a été professeur de sculpture à l'École des beaux-arts de Clermont-Ferrand.

## Biographie
Gustave Jean Gournier naît à Clermont-Ferrand, au no 13 de la rue Saint-Joseph, le 16 novembre 1903. Il est le fils de Marie Gournier, veuve Chaffraix, et d'un père inconnu.
Il devient professeur de sculpture à l'École des beaux-arts de Clermont-Ferrand, alors dirigée par Louis Dussour ; il y a comme élève Gilbert Belin, à la fin des années 1940. Plus tard, il sera directeur de l'École, jusqu'à sa retraite en 1973, où il est remplacé par Serge Hélias.
Il collabore avec les architectes Jean Amadon et Albéric Aubert pour le décor sculpté de plusieurs édifices.
Il est inhumé au cimetière des Carmes de Clermont-Ferrand (allée 50, no 137).

## Œuvres
- Bas-reliefs, Clermont-Ferrand, béton pierre, hôpital Sabourin.
- Décor sculpté, Clermont-Ferrand, Hôtel-Dieu.
- Monument rappelant l'emplacement de la maison natale de Blaise Pascal, pierre de Volvic[4] (1962), aujourd'hui démonté[5].
- Monument aux combattants morts en Algérie, Tunisie et Maroc entre 1952 et 1962, pierre, Clermont-Ferrand, place d'Espagne.
- Monument aux morts 1939-1945 et AFN, Billom.
- Immeuble construit par Albéric Aubert, 31 avenue Charras à Clermont-Ferrand (1928-1930). Labellisé « Patrimoine du XXe siècle » en 2015.